# Estación de Póvoa de Varzim
La Estación Ferroviaria de Póvoa de Varzim es una plataforma ferroviaria desactivada de la Línea de Porto a Póvoa y Famalicão, que servía a la localidad de Póvoa de Varzim, en el Distrito de Porto, en Portugal. Las antiguas dependencias de esta estación fueron integradas en la Estación Póvoa de Varzim, del Metro de Porto.

## Historia

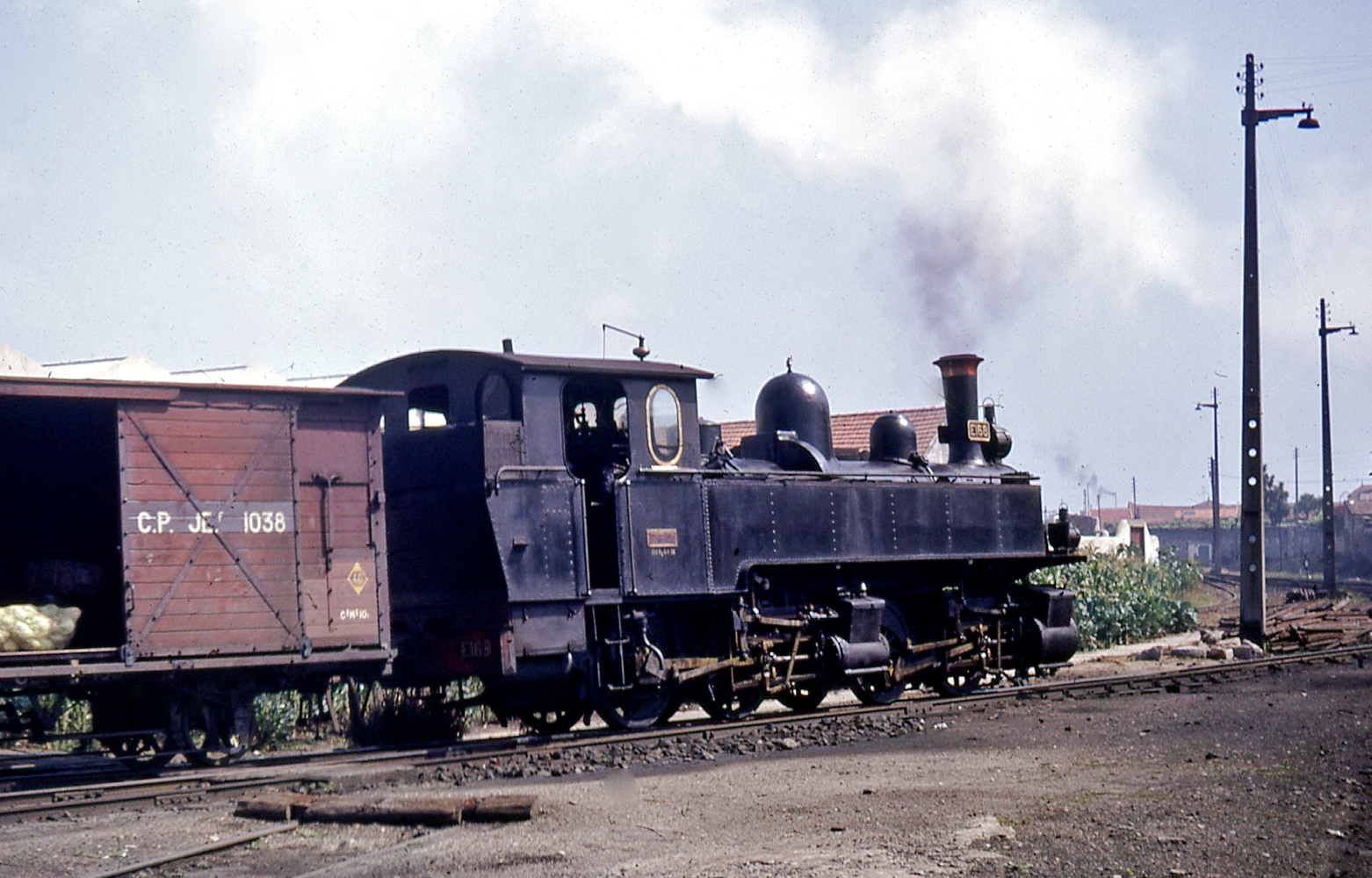
Locomotora de la Serie E161 a E170 en la Estación de Póvoa de Varzim, en 1970.

Esta estación fue inaugurada el 1 de octubre de 1875, como terminal provisional de la Línea de Póvoa, que comenzaba en Porto-Boavista; el tramo siguiente, hasta Fontainhas, entró en servicio el 7 de agosto de 1878.